# Церковь Святой Гаянэ
Церковь Святой Гаянэ (арм. Սուրբ Գայանե եկեղեցի) — армянская церковь, расположенная в городе Вагаршапат Армавирской области Армении, входит в состав Эчмиадзинского монастыря. С 2000 года церковь входит в список Всемирного наследия ЮНЕСКО.

## История

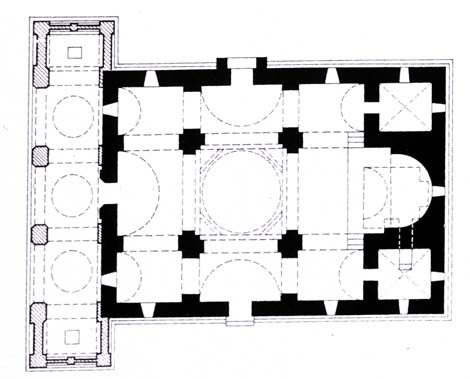
План церкви

Церковь построена в 630 году по приказу католикоса Эзра, по преданию, на месте мученической смерти игуменьи Гаянэ. С того времени внешний вид сооружения и его внутреннее убранство практически не изменились. Лишь во время реконструкции XVII века частично были изменены купол и потолки.
В арочном портике находится некрополь высшего армянского духовенства.

## Галерея

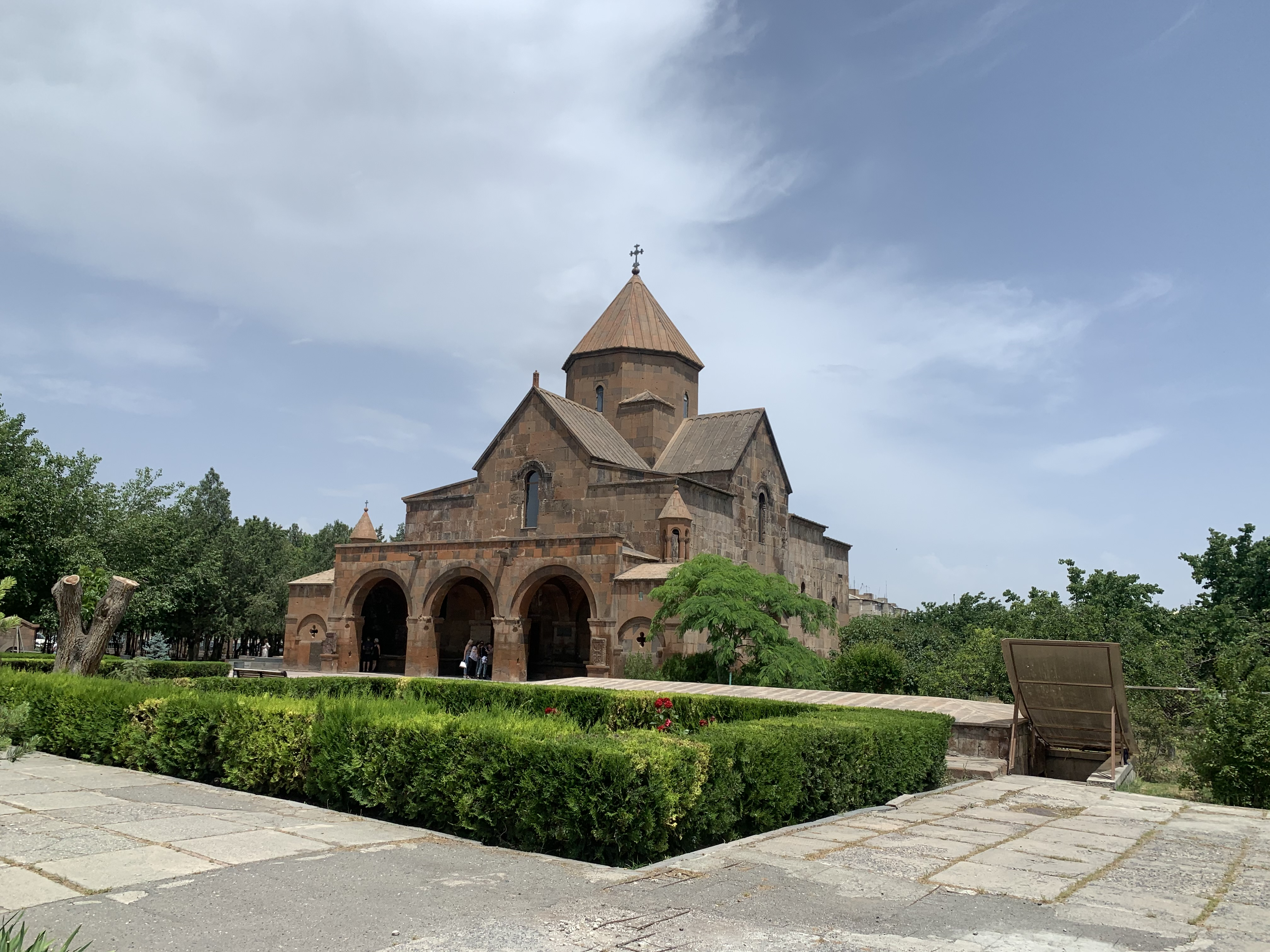
Внешний вид церкви
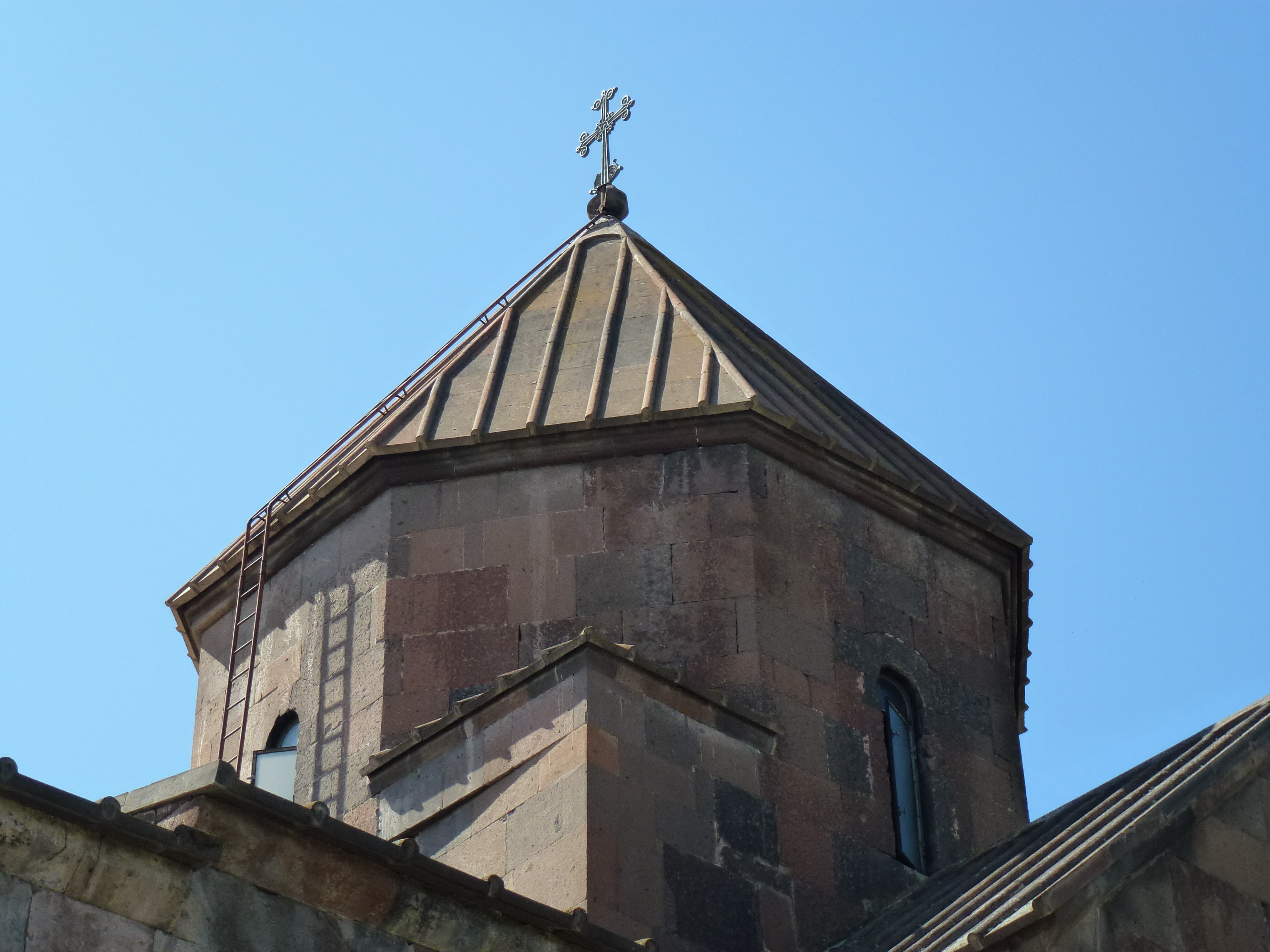
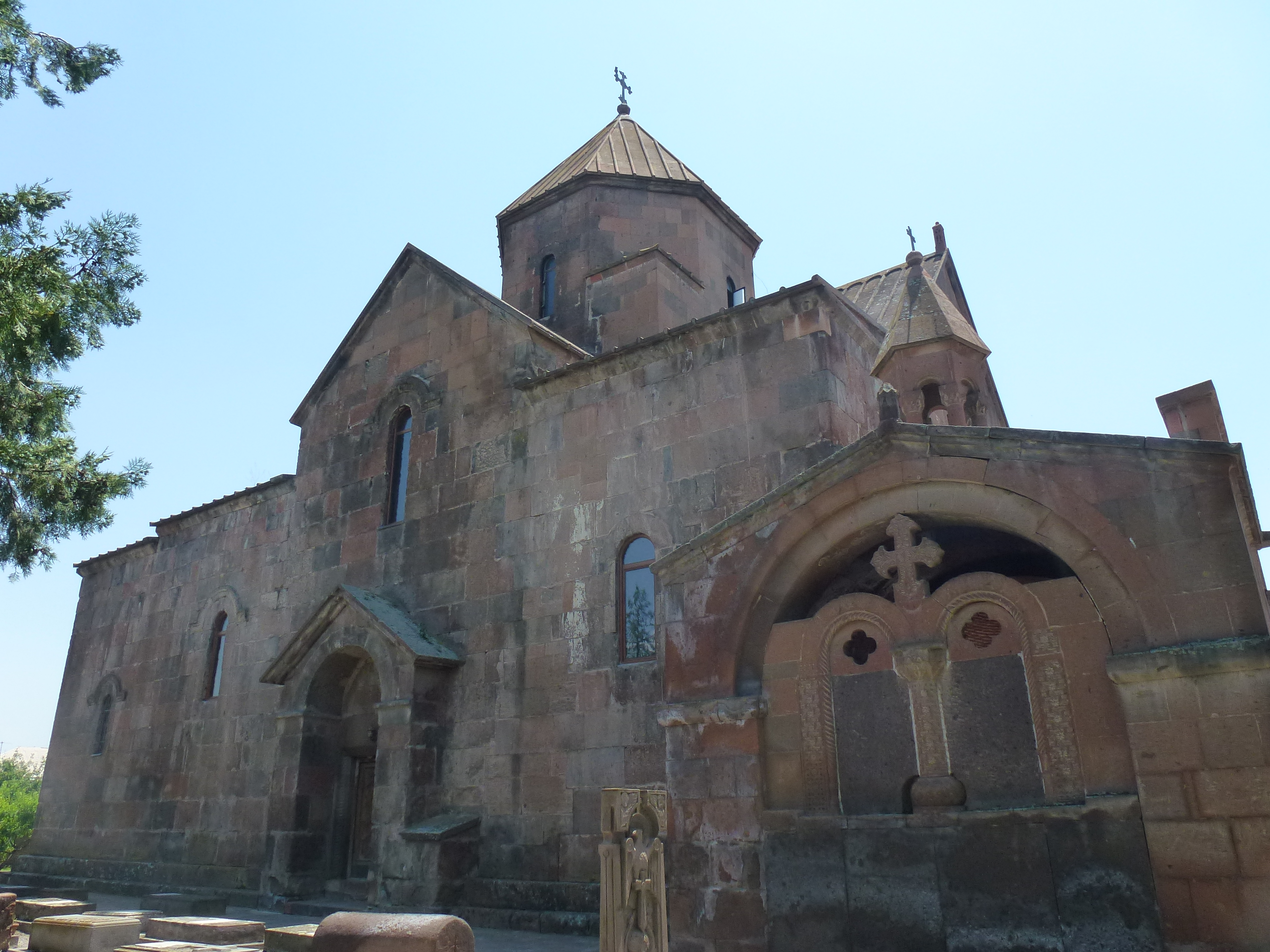
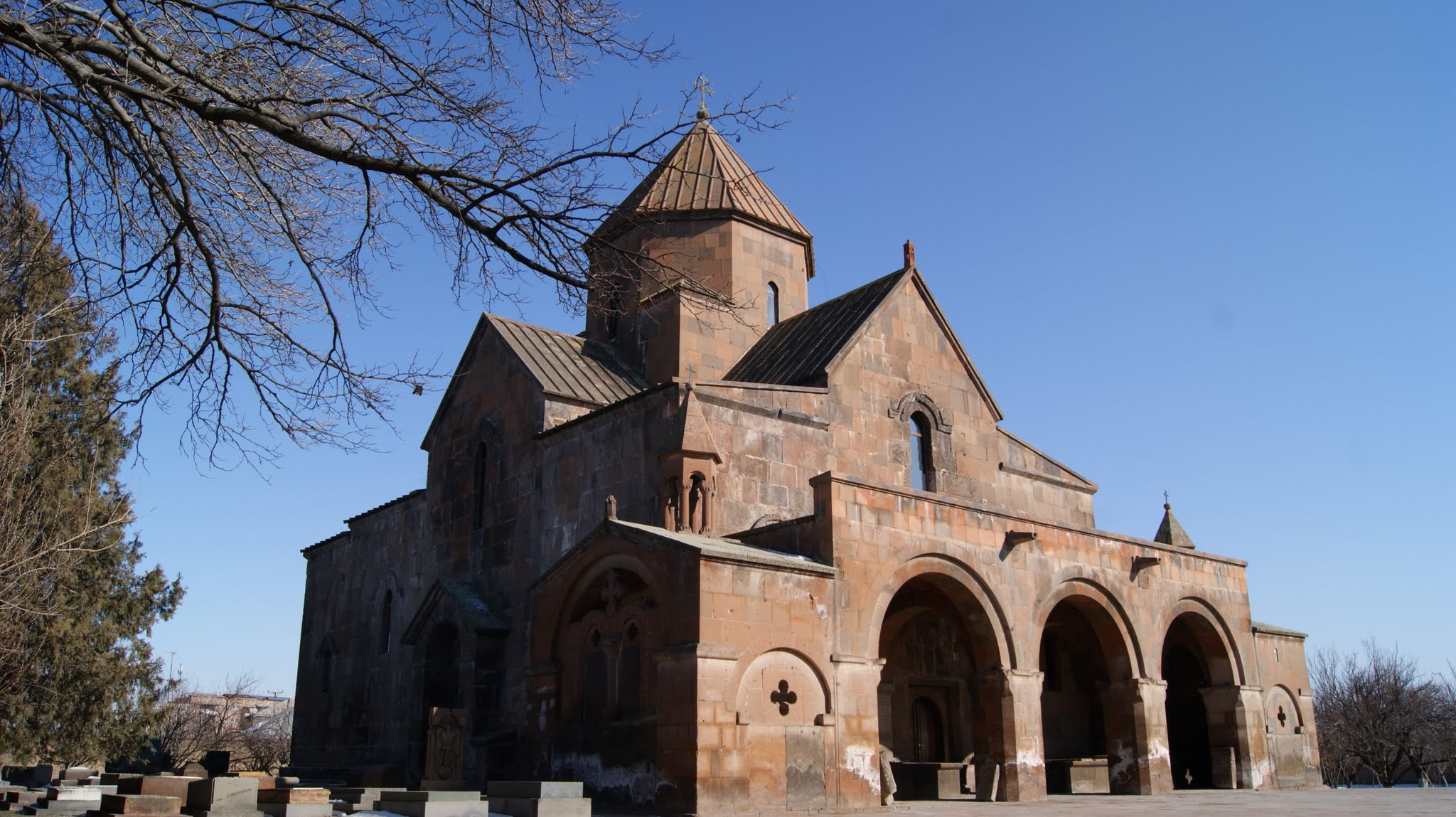
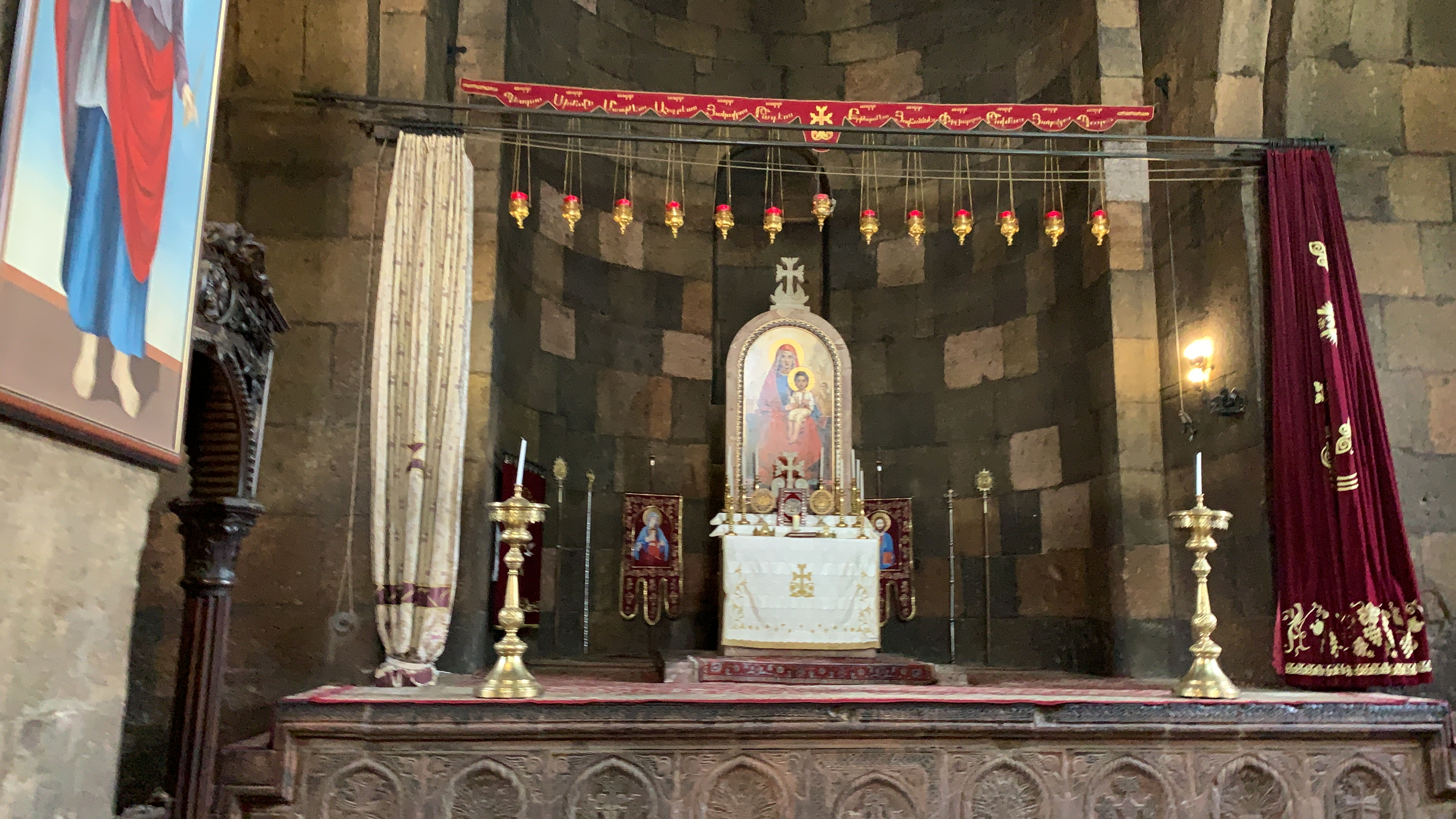
Алтарь церкви
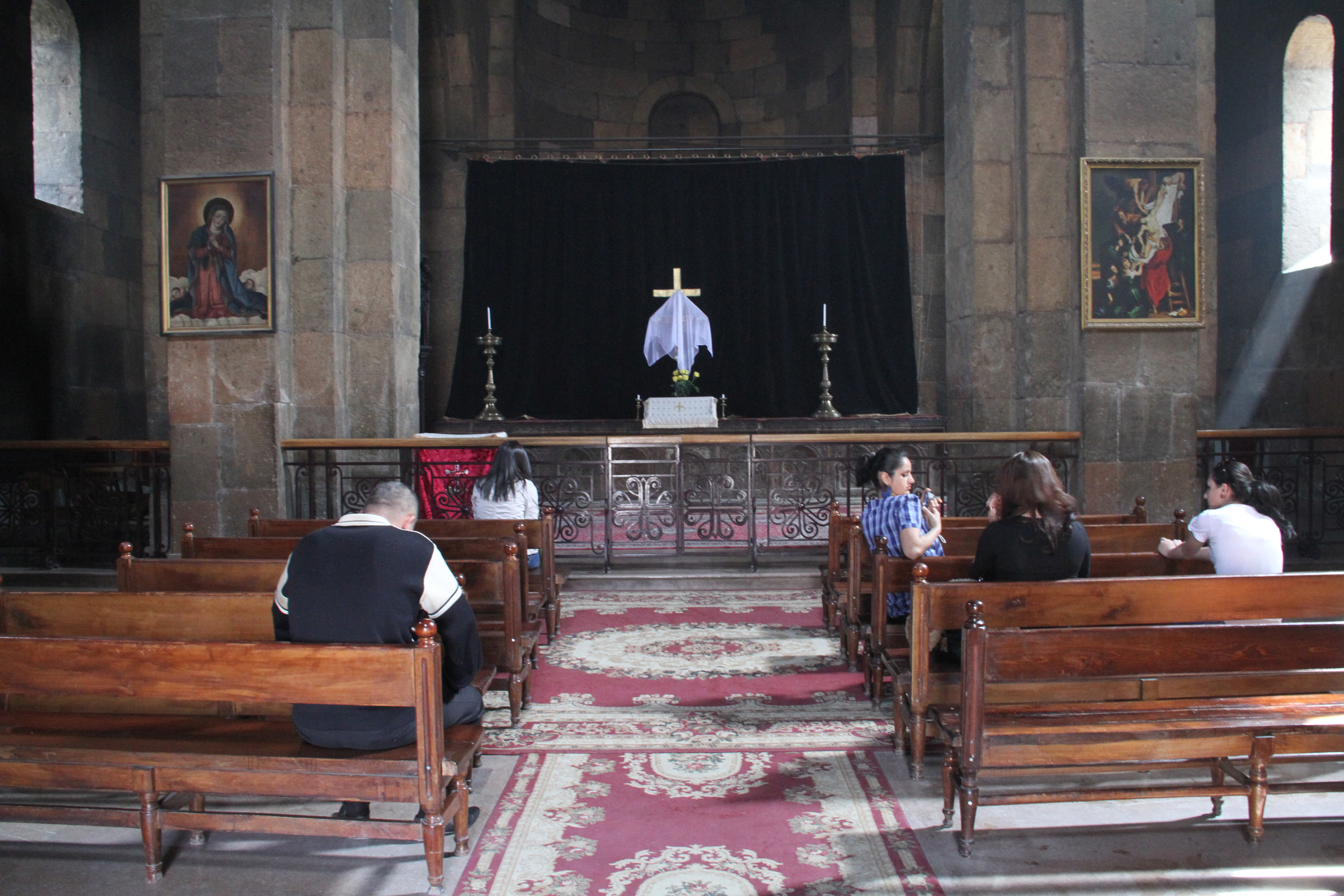
Image:Saint Gayane Church-inside 2.JPG
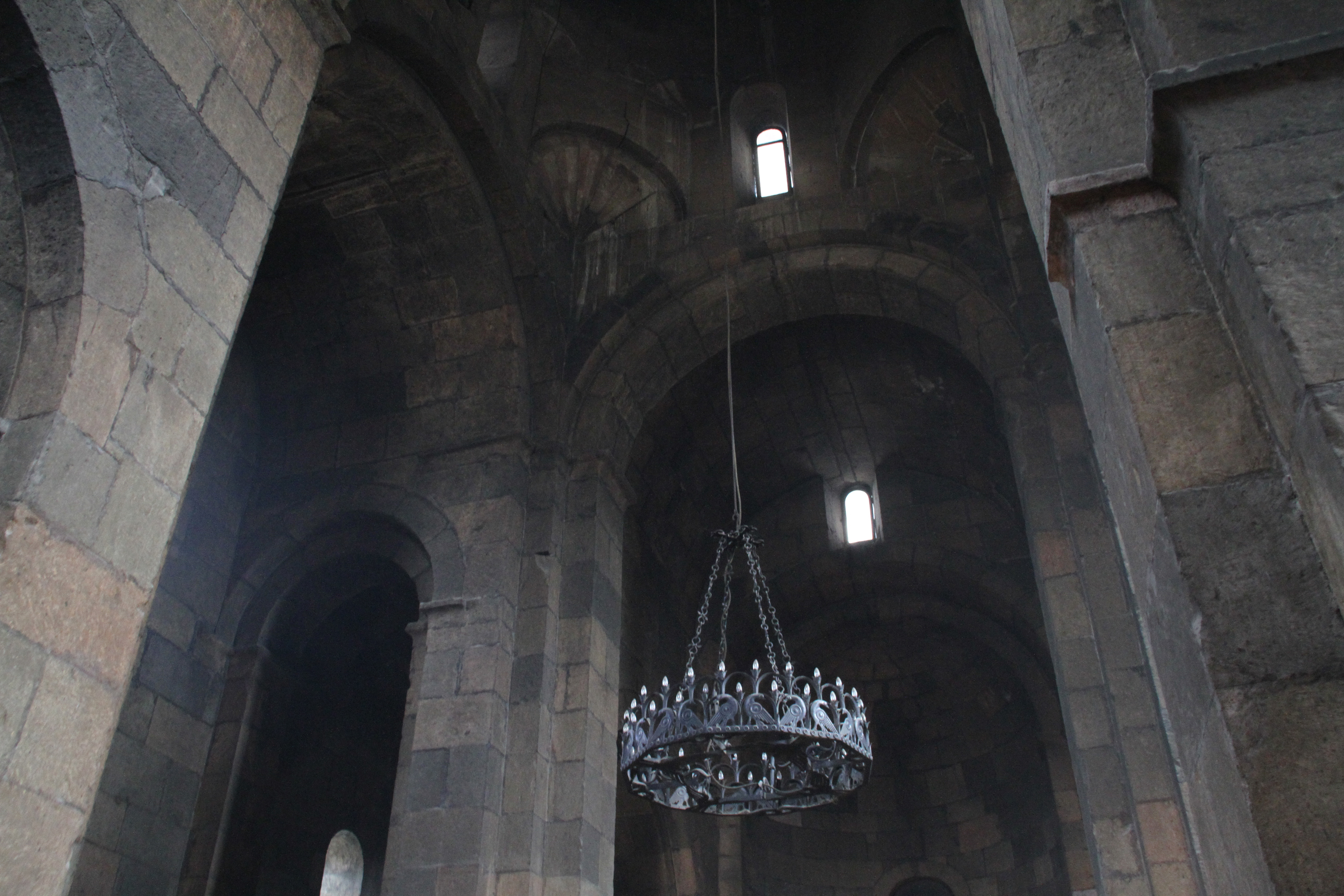
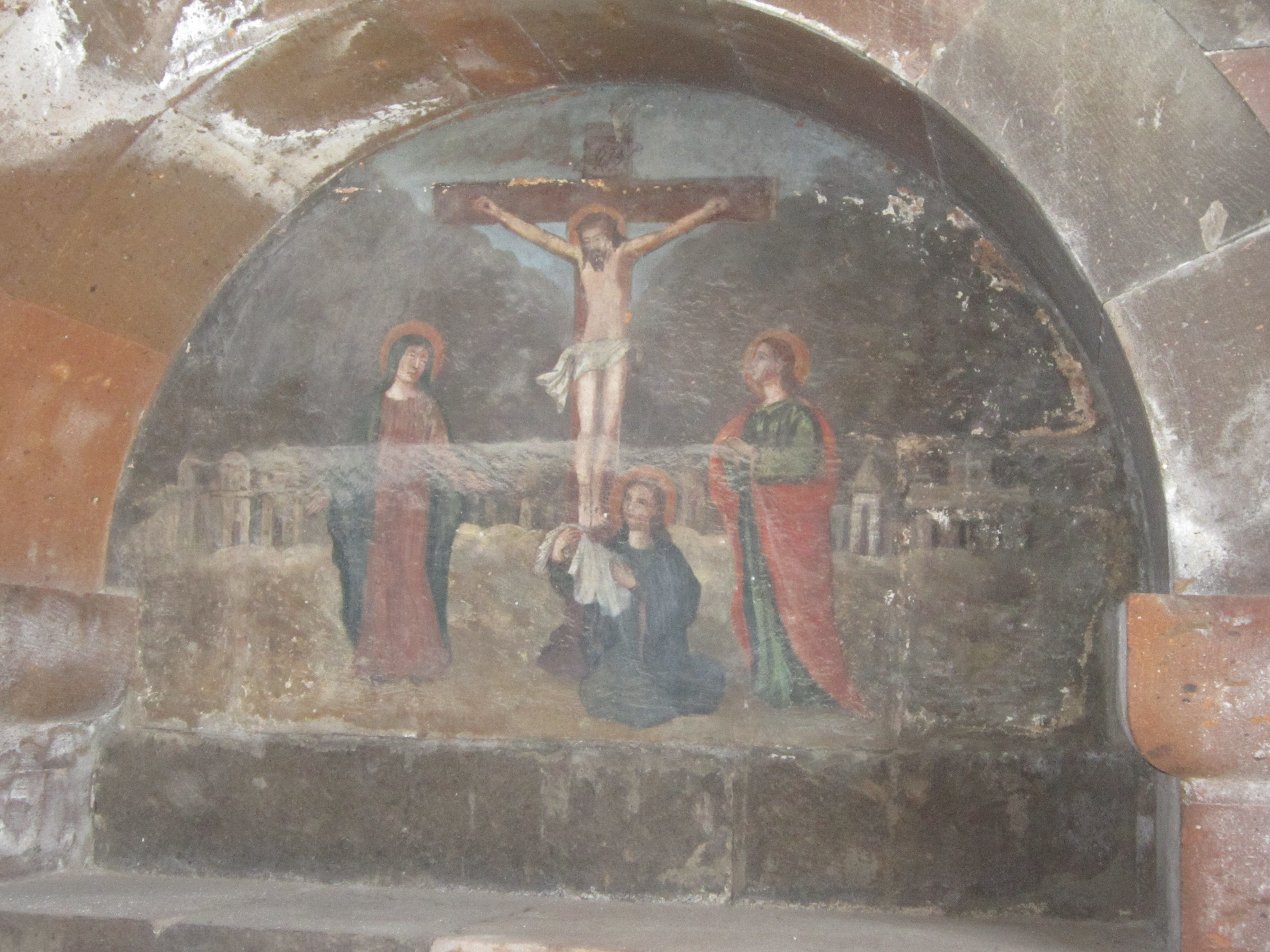
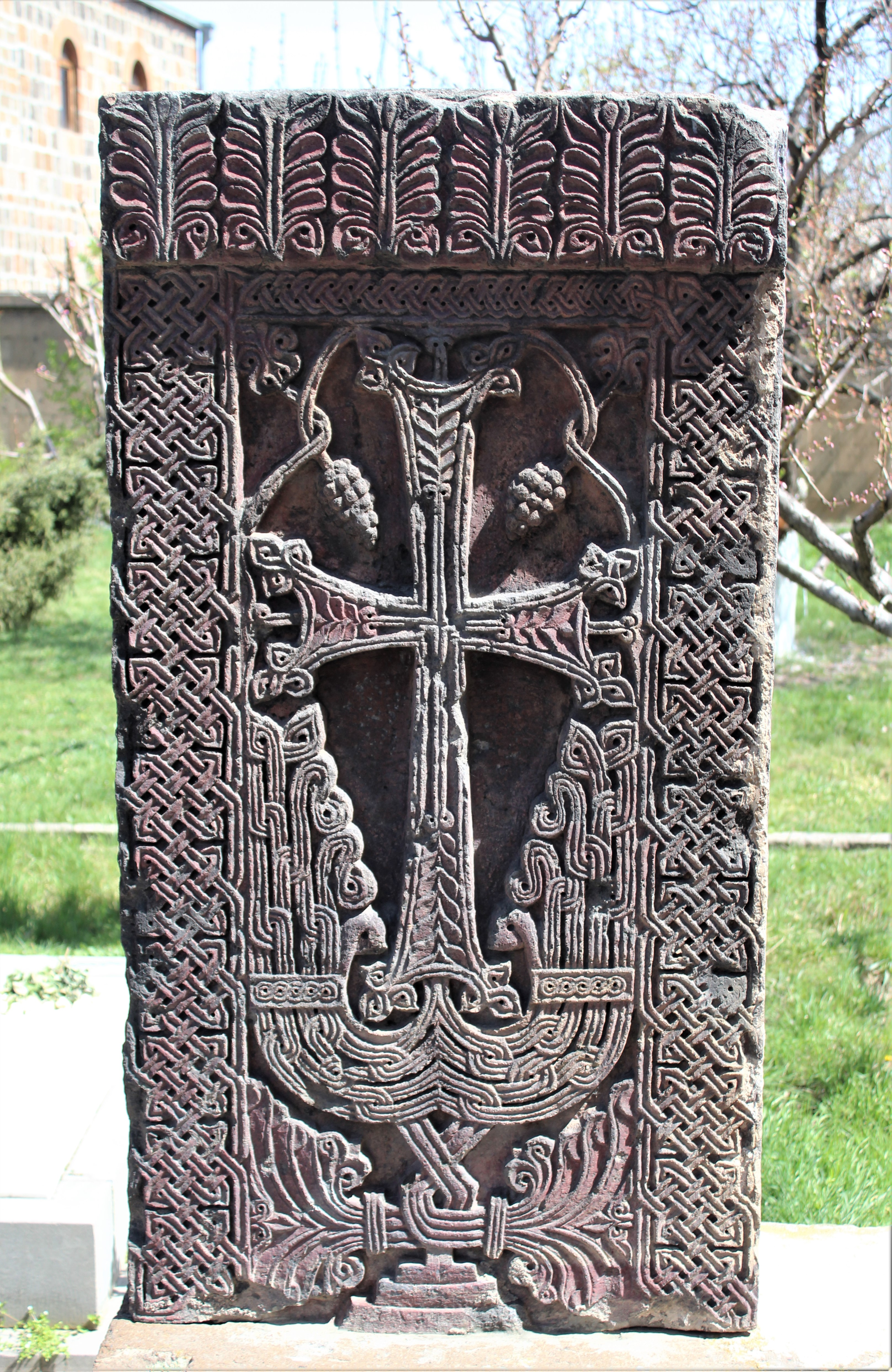
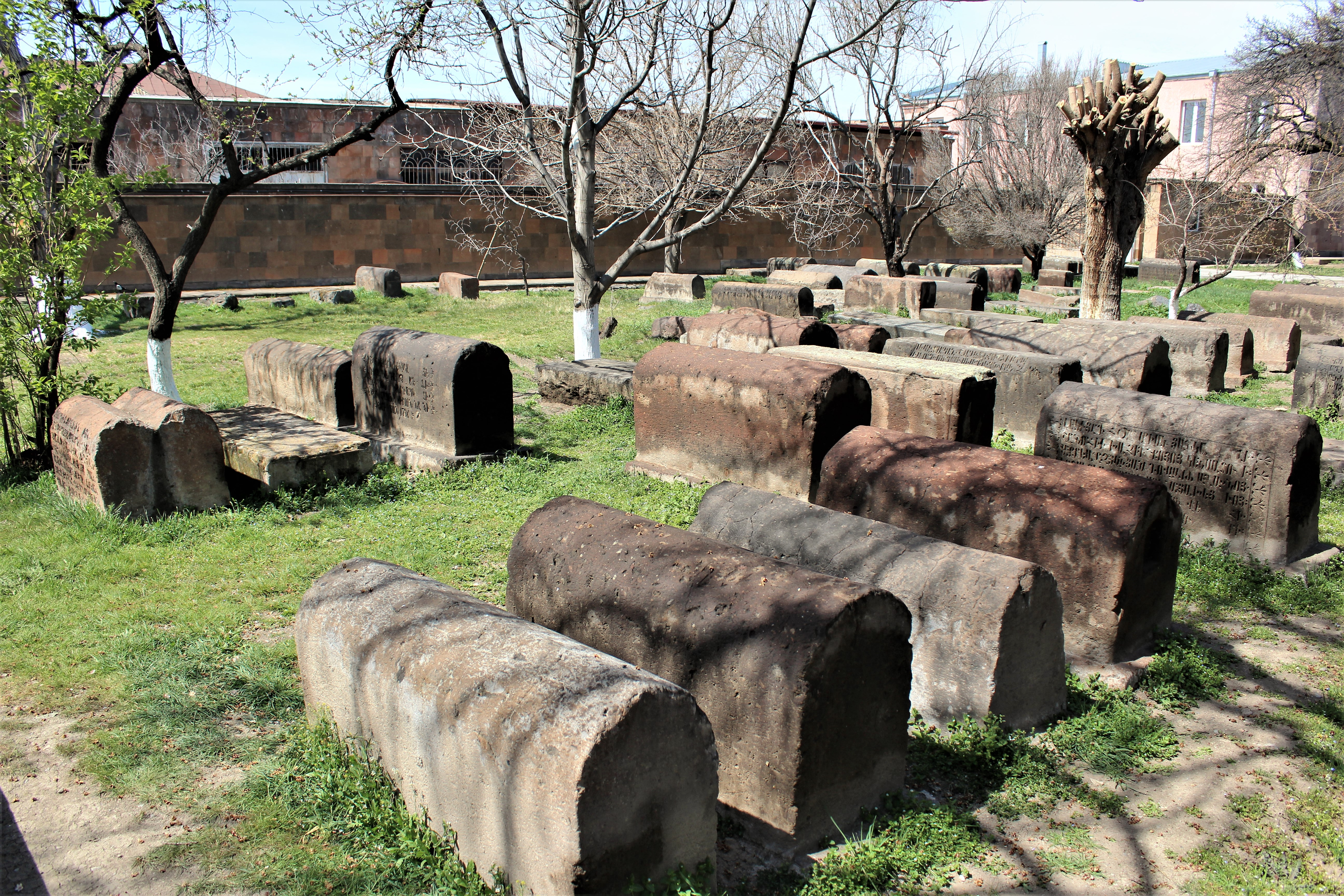
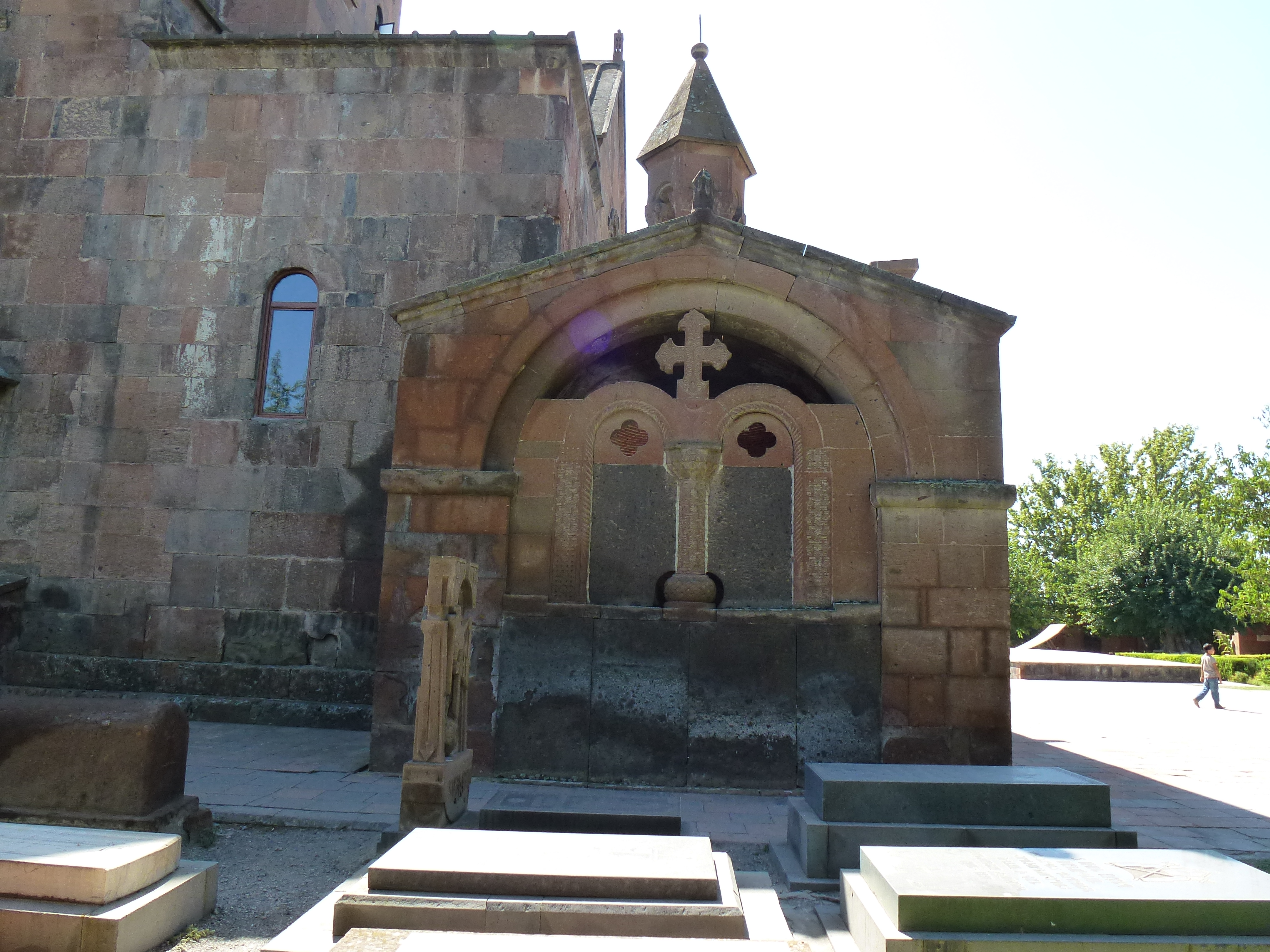
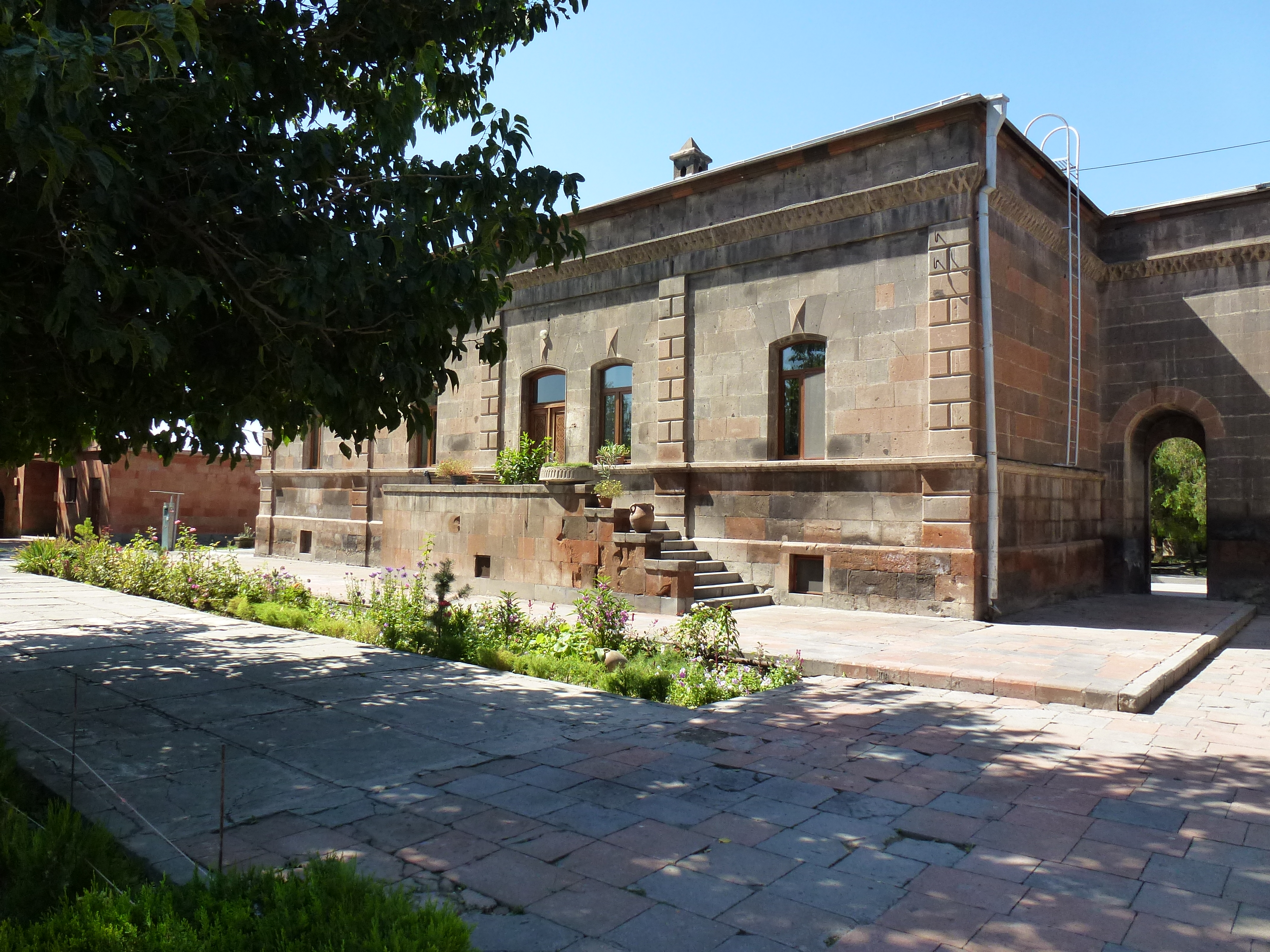
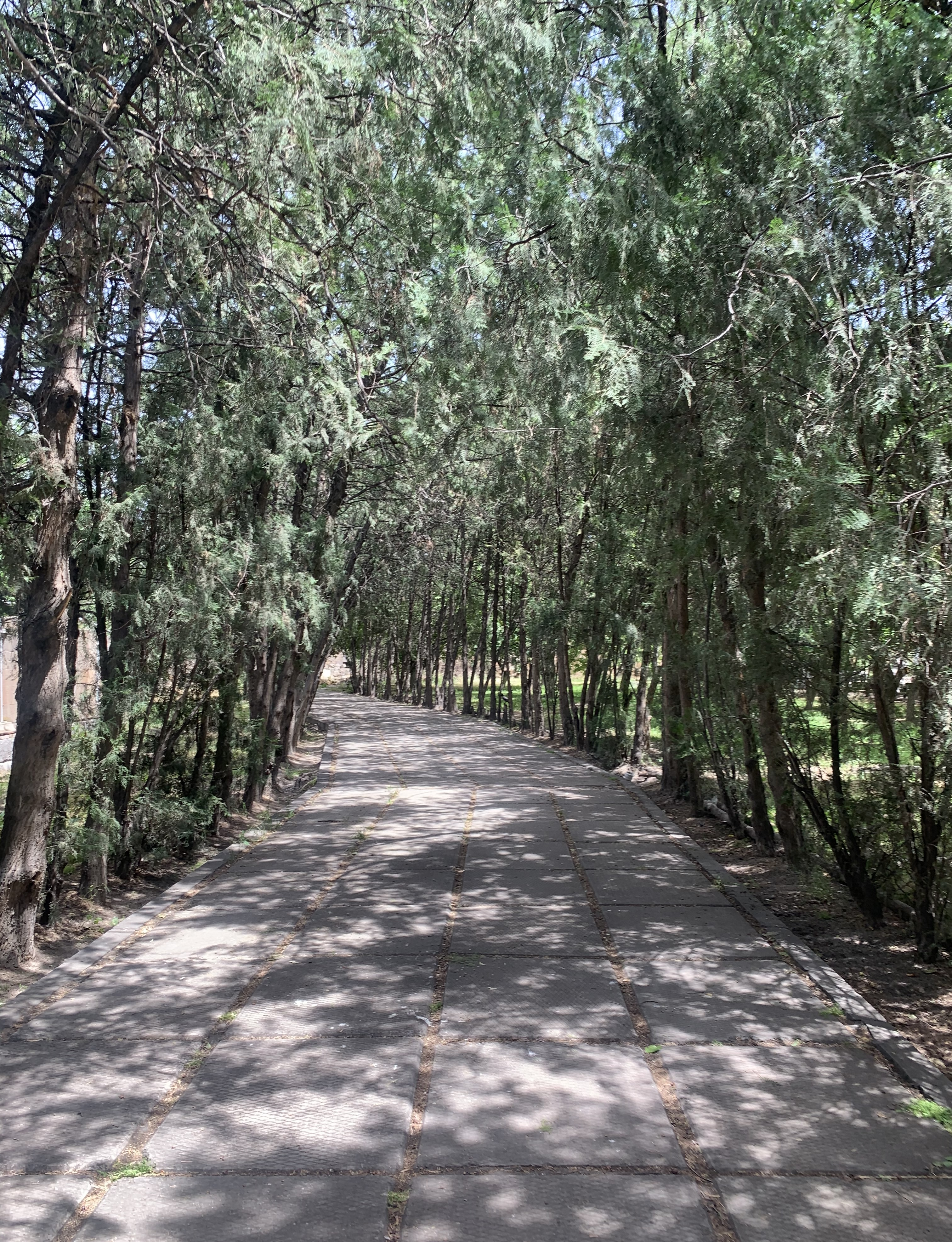
Сквер на территории монастыря
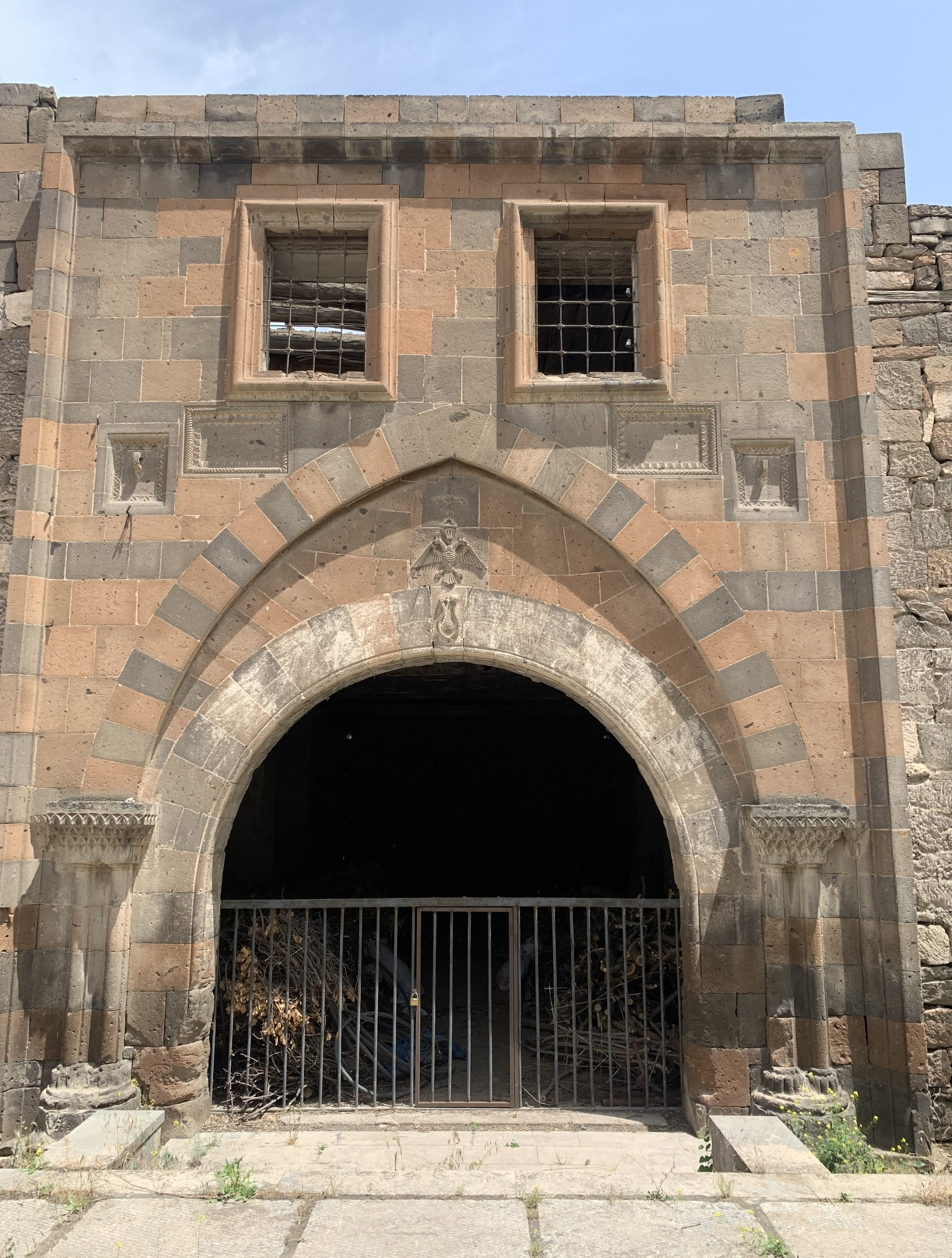
Останки казармы или постоялого двора на территории монастыря. На здании изображён герб Российской империи